# Rimantas Kaukėnas
Rimantas Kaukėnas (Vilnius, 11. travnja 1977.) je litavski profesionalni košarkaš. Igra na poziciji bek šutera, a trenutačno je član španjolskog Real Madrida.

## Karijera
Karijeru je započeo na američkom sveučilištu Seton Hall, gdje je igrao u razdoblju od 1996. do 2000. Odlazi u Europu i potpisuje za izraelski Hapoel Galil Elyon. Nakon jedne sezone provedene u izraelskom prvenstvu, natrag se vraća u Litvu i potpisuje za Lietuvos Rytas. U karijeri je još igrao za belgijski Oostende, njemački Telekom Bonn, prije nego što je 2004. otišao u Italiju. Dok je igrao za Bonn, sudjelovao je njemačkom All-Staru gdje je na kraju proglašen MVP-em All-Star susreta. Sezonu 2004./05. proveo je u Vertical Vision Cantùu, a sljedeće sezone prelazi u sadašnji klub Montepaschi Sienu. Sa Sienom je 2007. osvojio naslov talijanskog prvaka i naslov superkupa. 22. srpnja 2009. napušta Montepashi Sienu i sa španjolskim Real Madridom potpisuje ugovor na jednu sezonu, uz mogućnost produženja na još jednu.

## Vanjske poveznice
- Profil na Euroleague.net
- Profil  Arhivirana inačica izvorne stranice od 20. lipnja 2007. (Wayback Machine) na Mens Sana Basket